# 当麻山背
当麻 山背（たいま の やましろ）とは、奈良時代の女性。舎人親王の妃で、大炊王（淳仁天皇）の生母。

## 経歴
父は上総守従五位上当麻老。『続日本紀』巻第二十一によると、758年（天平宝字2年8月）の淳仁天皇の即位の日に正三位を授与され、大夫人（おおみおや、だいぶにん）と尊称された 。だが、764年の藤原仲麻呂の乱の後、淳仁天皇は突如皇位を剥奪され、上皇号を許されず、「淡路国の公」とされ、配流された。その際、山背は廃帝に従ったという。2人は小子部門へゆき、道路にあった鞍つきの馬を捕まえて乗せられた。右兵衛督の藤原蔵下麻呂が淡路公たちを配所へ護送し、幽閉したという。
その後の消息は不明であるが、『続紀』巻第二十六に描かれた、765年（天平神護元年10月）の淡路公の逃亡失敗の際に、亡くなっていた可能性もある。

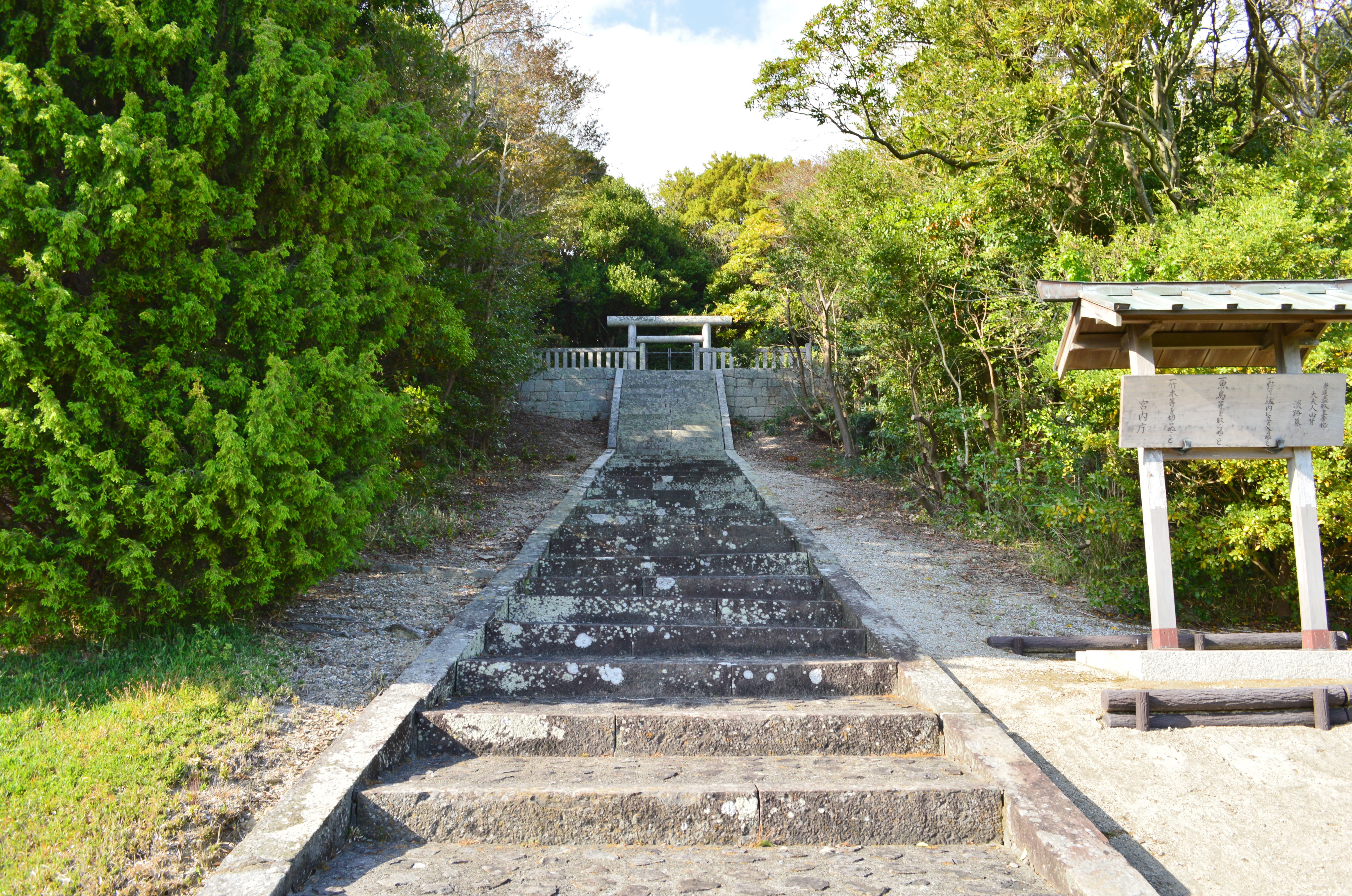
大夫人山背 淡路墓
（兵庫県南あわじ市）

『続紀』巻第三十五によると、光仁天皇の代になって、778年（宝亀9年3月）その墓は「御墓」と称され、淡路公の墓も「山陵」と改称された。ともに、随近していた百姓（人民）1戸が墓守にあてられた、という。

## 参考資料
- 『コンサイス日本人名辞典 改訂新版』p717（三省堂、1993年）
- 『続日本紀』3・5　新日本古典文学大系14・16　岩波書店、1992年、1998年
- 『続日本紀』全現代語訳（中）・（下）、講談社学術文庫、宇治谷孟：訳、1992年、1995年
- 『歴史と旅臨時増刊55　歴代皇后総覧』（秋田書店、1993年） p158 - p159、文：坂元義種
- 『日本の歴史3　奈良の都』、青木和夫：著、中央公論社、1965年